# FC Caspiy
El FC Caspiy (en kazajo: Каспий Футбол Клубы) es un equipo de fútbol de Kazajistán que juega en la Primera División de Kazajistán, la segunda categoría de fútbol en el país.

## Historia
Fue fundado en el año 1962 en la ciudad de Aktau con el nombre Thud Shevchenko, y han cambiado de nombre en varias ocasiones, las cuales han sido:
- 1962-90: Trud
- 1990-93: Aktau
- 1993-99: Munaishy
- 1999-2000: Aktau
- 2000-02: Mangystau
- 2002-actualmente: Caspiy

El club durante el periodo soviético llegó a formar parte de la Segunda Liga Soviética entre 1979 y 1991, y ganó la Liga Soviética de Kazajistán en una ocasión en 1978, así como tres títulos de copa.
Tras la independencia de Kazajistán luego de la caída de la Unión Soviética, el club se convirtió en uno de los equipos fundadores de la Super Liga de Kazajistán en el año 1992, aunque tras la independencia del país el equipo ha estado más tiempo en la Primera División de Kazajistán.
El nombre actual del club se debe a la cercanía de la ciudad con el Mar Caspio.

## Palmarés

### RSS de Kazajistán
- Kazakh SSR Top League (1): 1978
- Kazakh SSR Cup (3): 1964, 1977, 1978

### KazajistánKazajistán
- Kazakhstan First Division (1): 1994